# Dolnje Ležeče
Dolnje Ležeče is een plaats in Slovenië en maakt deel uit van de gemeente Divača in de NUTS-3-regio Obalnokraška. De plaats telde 230 inwoners op 1 januari 2020.